# 5 Seconds of Summer
5 Seconds of Summer (zkráceně 5SOS) je australská pop rocková hudební skupina, která vznikla v Sydney v roce 2011. Kapelu tvoří Luke Hemmings (zpěv, kytara), Michael Clifford (kytara, zpěv), Calum Hood (basová kytara, zpěv, klávesy) a Ashton Irwin (bicí, zpěv).
5 Seconds of Summer vznikli v roce 2011, kdy Luke Hemmings začal nahrávat coververze písní na svůj YouTube kanál Hemmo1996. Michael Clifford a Calum Hood, kteří chodili do stejné školy (Norwest Christian College), se s ním později spojili a své coververze nahrávali pod jménem 5 Seconds of Summer. Coververze hitu „Next to You“ Chrise Browna, Justina Biebera a Bruna Marse obdržel přes 3,3 milionu zhlédnutí (říjen 2016). V prosinci roku 2011 se k 5 Seconds of Summer připojil jako poslední bubeník Ashton Irwin, a proto za den vzniku kapely považují 3. prosinec 2011, kdy odehráli svůj vůbec první společný koncert, v hotelu Annandale na stejnojmenném předměstí Sydney. Svojí popularitu si získali z velké části díky skupině One Direction, která je jako předskokany přizvala na své turné Take Me Home Tour.
V únoru roku 2013 vydali první videoklip a to k písničce „Heartbreak Girl“. A v červnu téhož roku vydali další videoklip a to k písničce „Try Hard“, díky tomu nabrali více fanoušků, ale nejvíce je proslavila písnička „She Looks So Perfect“, která vyšla v únoru roku 2014 a uchytila se na prvních příčkách v zemích jako Nový Zéland, jejich domovské Austrálii, Irsku či Spojené království. Jejich debutové eponymní album vyšlo v červnu 2014.
V roce 2015 pak vydali své druhé album Sounds Good Feels Good, se kterým vyjeli na turné Sounds Live Feels Live. V tentýž rok vydali svůj vlastní film jménem How Did We End Up Here, který zaznamenává historii kapely a záznam koncertu ze stadionu Wembley.
Dne 15. července 2016 vydali píseň „Girls Talk Boys“ k filmu Krotitelé duchů.
V roce 2018 vyšlo album Youngblood, a také stejnojmenný singl, který dostal několik ocenění.
V roce 2018 nazpívali coververzi písně „Killer Queen“ britské rockové skupiny Queen na počest Freddieho Mercuryho.
V roce 2020 vyšlo album s názvem Calm. Téhož roku skupina vystoupila na charitativním koncertě Fire Fight Australia v Sydney na pomoc s hlášením rozsáhlých požárů v Austrálii. Páté studiové album skupiny, 5SOS5, vyšlo 23. září 2022.

## Členové

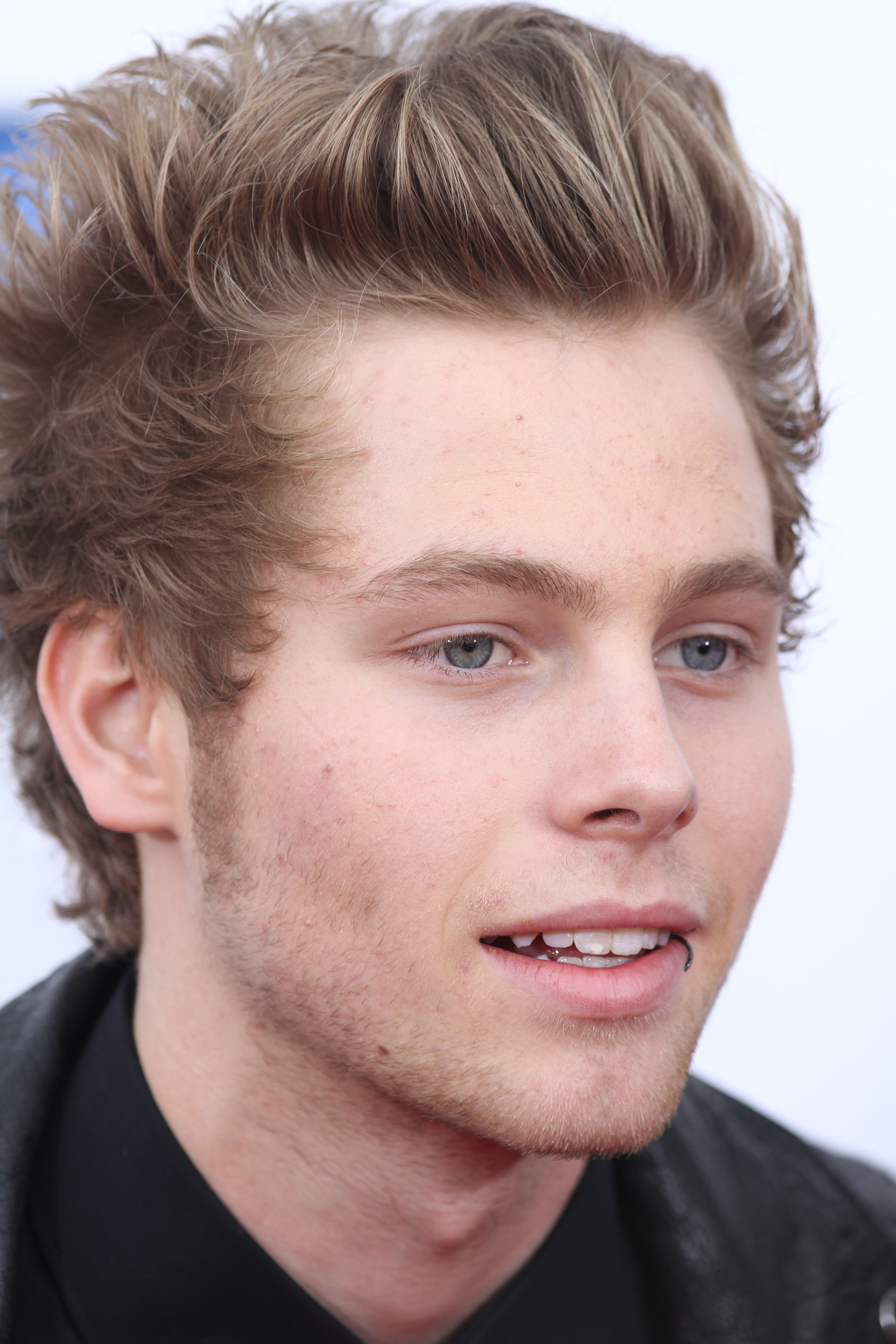
Luke Hemmings

### Luke Robert Hemmings
Narozen 16. července 1996 v Sydney (Austrálie), což ho dělá nejmladším členem skupiny. Vyrůstal společně s dvěma staršími bratry Jackem a Benem. Jeho rodiče se jmenují Liz Hemmings a Andrew Hemmings. Je kytaristou a hlavním zpěvákem skupiny. Mimo hraní na kytaru, což ho naučili jeho starší bratři, ovládá také hraní na klavír. V 7. roce studia přešel na Norwest Christian College, kde poznal Michaela Clifforda a Caluma Hooda. Po letech přiznali, že s Michaelem byli ze začátku "nepřátelé" a neměli se rádi. V roce 2011 začal nahrávat videa na YouTube pod přezdívkou hemmo1996. Jeho prvním coverem, který vyšel 3. února 2011, byla písnička "Please Don’t Go" od zpěváka Mike Posnera. Kvůli narůstající slávě se v roce 2013 rozhodl nedokončit střední školu. Roku 2015 začal vztah s influencerkou jménem Arzaylea Rodriguez, kterou poznal na narozeninové oslavě Kylie Jennerové. Pár se rozešel v květnu roku 2017. V srpnu 2018 odhalil vztah se zpěvačkou Sierrou Deaton, která je známá především díky výhře třetí série televizní soutěže X Factor. Sierra také pomohla napsat skladbu "Lover of Mine" ze čtvrtého alba 5 Seconds of Summer Calm. V roce 2021 pár oznámil své zásnuby a v roce 2020 vydal své první solo album When facing the things we turn away from.

### Michael Gordon Clifford

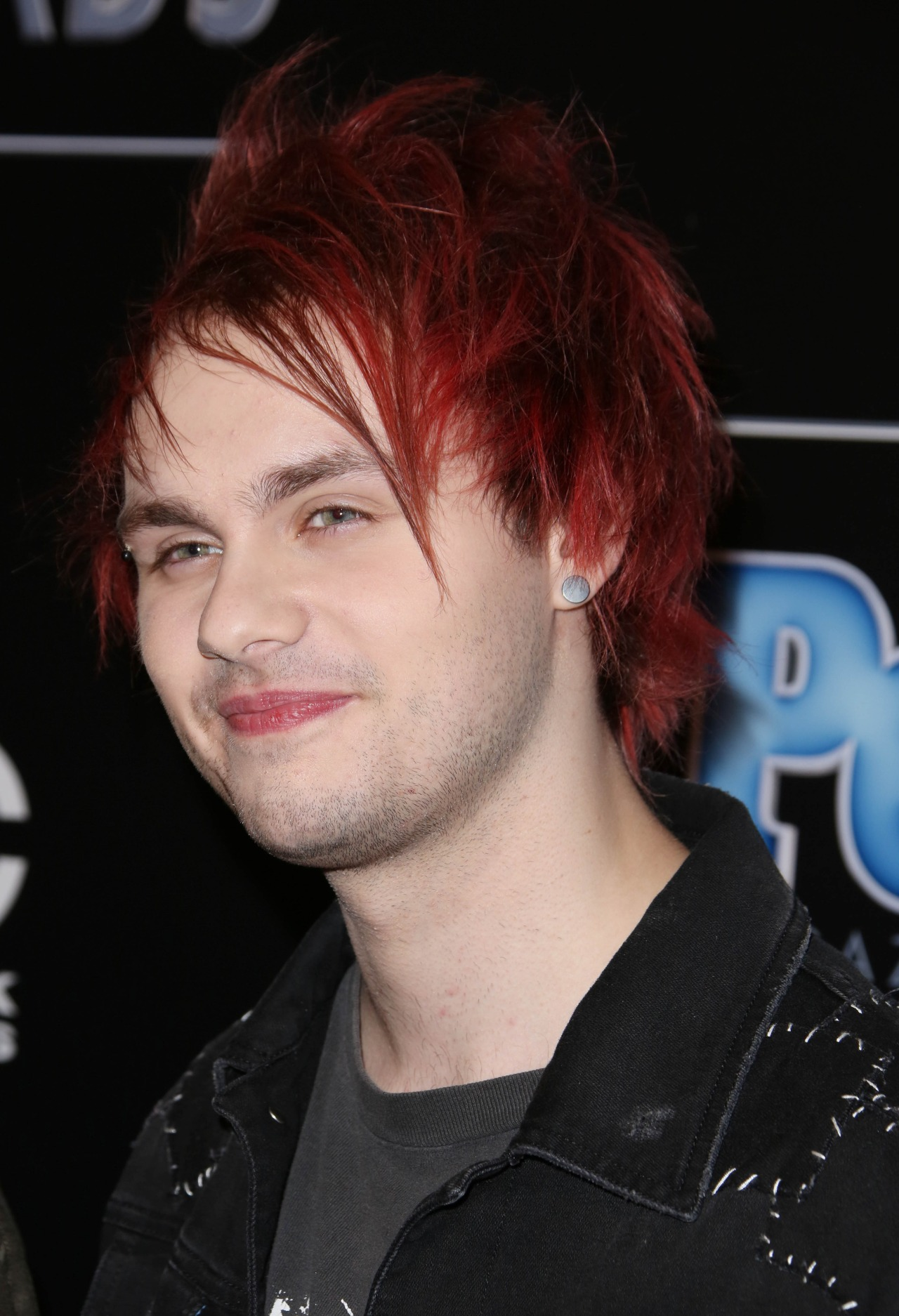
Michael Clifford

Narodil se 20. listopadu 1995 v Sydney (Austrálie) manželům Karen a Darylovi Cliffordovým. Je zpěvákem, kytaristou a skladatelem mnoha písní skupiny 5 Seconds of Summer. S jedním z budoucích členů kapely, Calumem Hoodem, se seznámil už na základní škole Norwest Primary School a ve třetí třídě se z nich stali přátelé. Hře na kytaru se začal věnovat díky videohře jménem Guitar Hero, když mu bylo osm let. První akustickou kytaru dostal od rodičů v jedenácti, a později začal chodit na hodiny hry na kytaru. Stejně jako Luke Hemmings a Calum Hood navštěvoval Norwest Christian college, kde hrál ve školní církevní kapele. Clifford je diagnostikován s úzkostmi a depresí. Již od začátku své kariéry, využívá své platformy k zvýšení povědomí o duševním zdraví. V lednu roku 2019 požádal svoji přítelkyni Crystal Leigh o ruku, svatba se ale musela kvůli pandemii covidu-19 odložit. Za svědka mu půjde dlouholetý přítel Calum Hood, svou svatbu nakonec uskutečnili v kruhu svých blízkých v tajnosti. 11. ledna 2022 na svém instagramu zveřejnil pár fotky ze svatby jako oslavu svého prvního výročí.

### Calum Thomas Hood

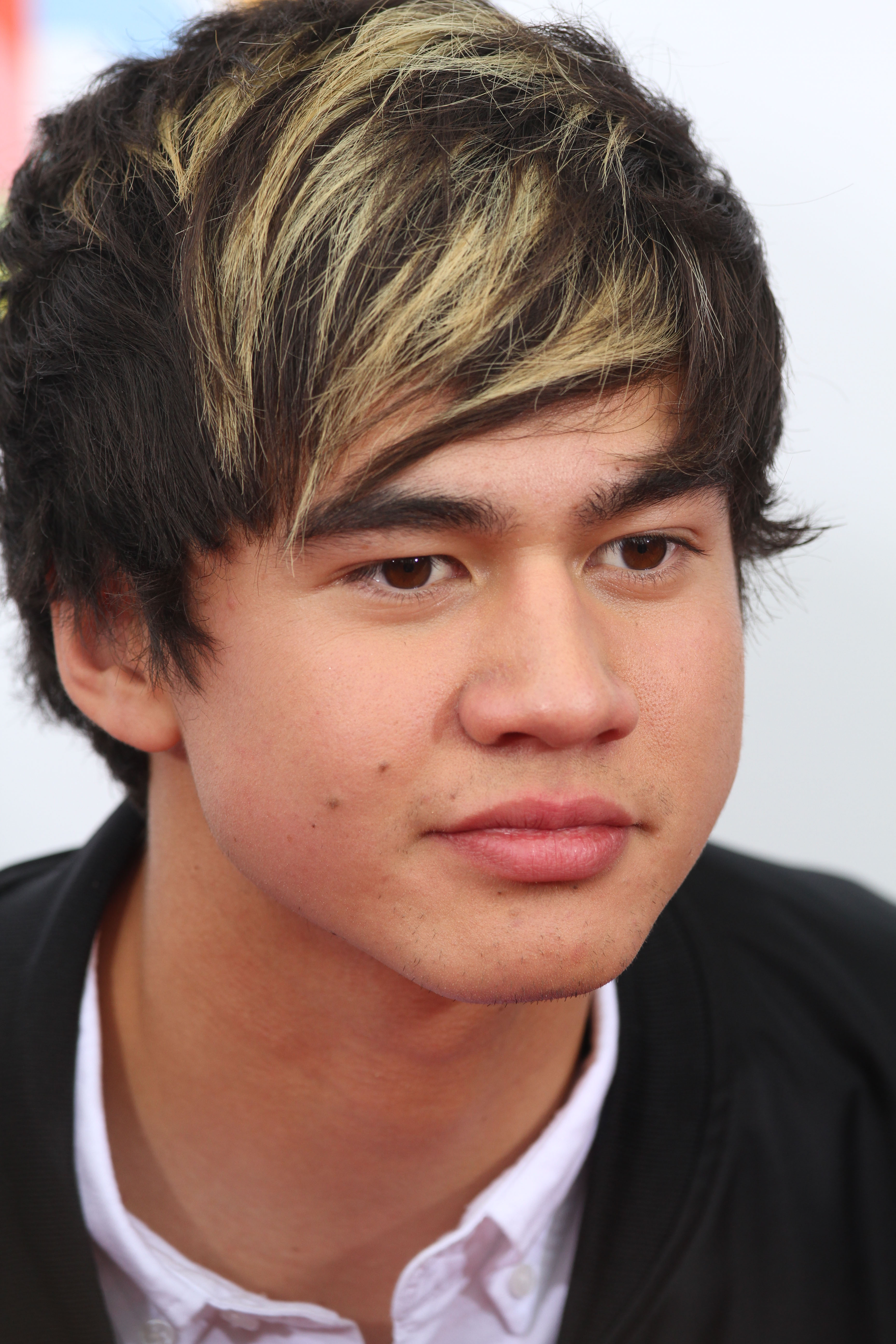
Calum Hood

Narozen 25. ledna 1996 v Sydney (Austrálie). Jeho starší bratr Mali-Koa Hood se také věnuje hudbě.
Calum zastává funkci zpěváka a basisty skupiny. Chodil na Norwest Christian College společně s Hemmingsem a Cliffordem. V dětství se hodně věnoval fotbalu a chtěl se tomu věnovat profesionálně. Nakonec se po založení skupiny rozhodl pro hudbu.
Kromě kapely je Hood také spoluautorem písní pro další umělce, včetně Black Veil Brides a Makeout.

### Ashton Fletcher Irwin

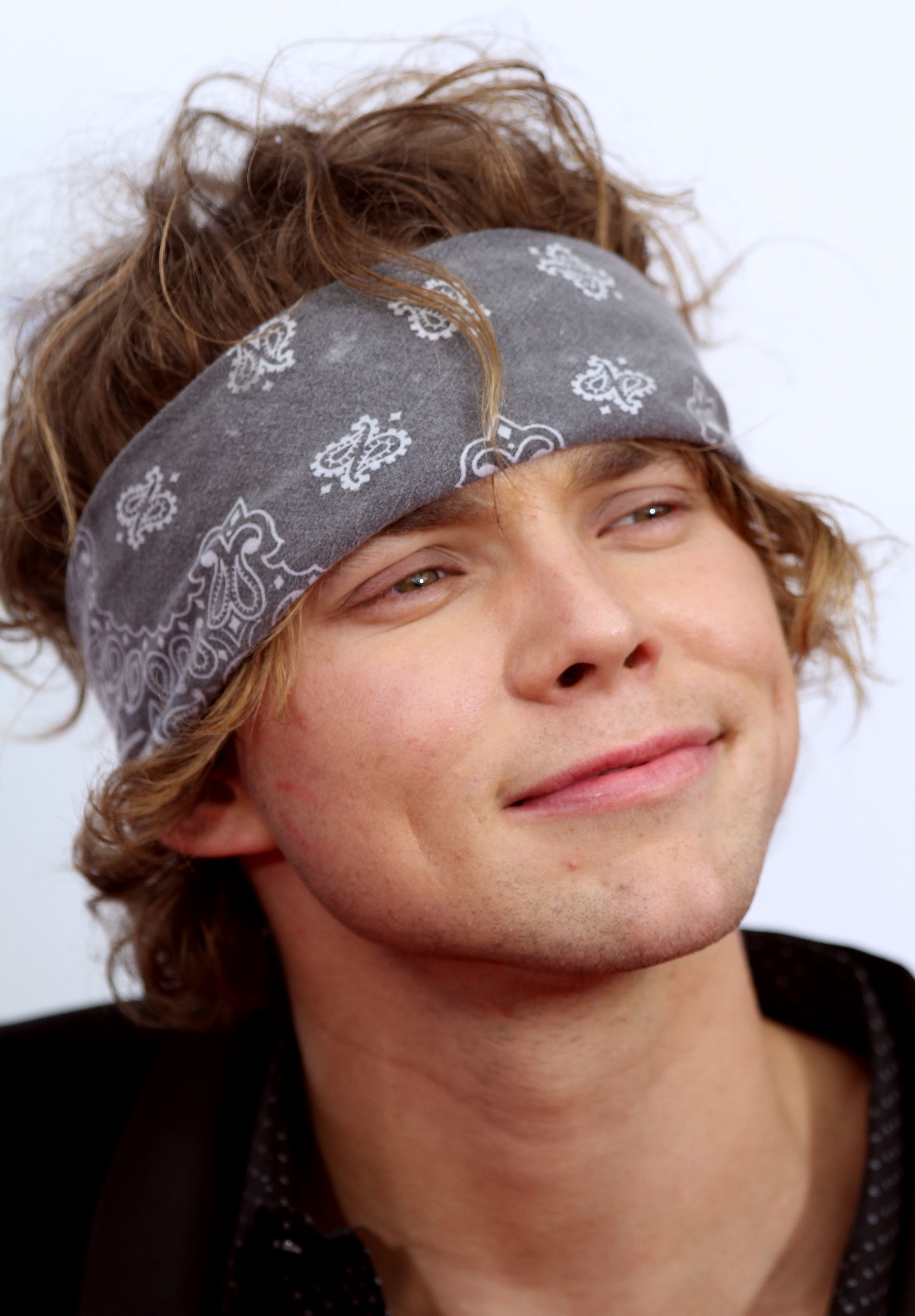
Ashton Irwin

Narozen 7. července 1994 v Hornsby (Austrálie). Je bubeníkem a zpěvákem skupiny; ke skupině se přidal v prosinci 2011, jako jediný nechodil na Norwest Christian College. 
V minulosti se hodně potýkal s alkoholismem, které následně překonal. Během svého účinkování v kapele vydal sólové debutové album Superbloom, vydané 23. září 2020.

## Diskografie

### Studiová alba
- 5 Seconds of Summer (2014)
- Sounds Good Feels Good (2015)
- Youngblood (2018)
- Calm (2020)
- 5SOS5 (2022)

### EP
- Unplugged
- Somewhere New
- She Looks So Perfect
- Don't Stop
- Amnesia
- Good Girls